# Мартін Саар
Мартін Саар (ест. Martin Saar; *30 квітня 1980, Таллінн) — естонський художник. Живе та працює у Таллінні та Нью-Йорку.